# Thyra Danebod

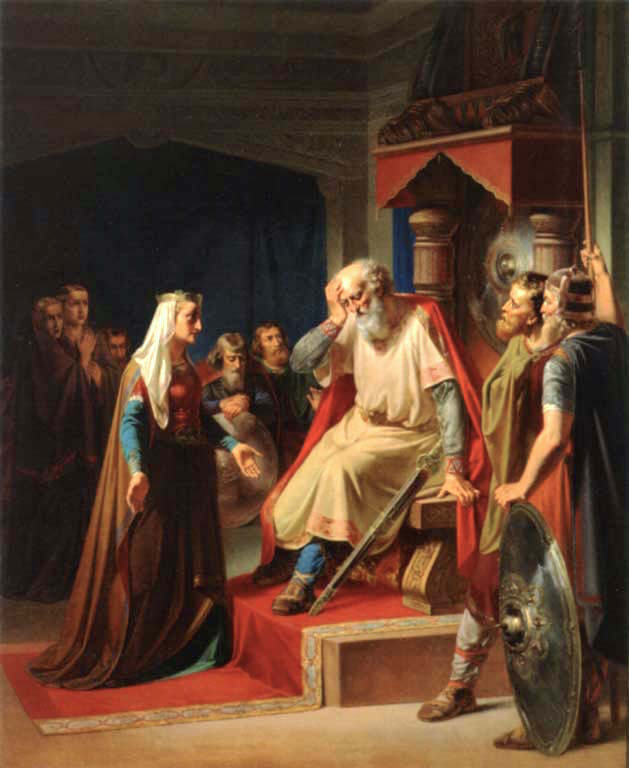
Thyra Danebod und Gorm der Alte in einer Fantasiedarstellung von August Carl Vilhelm Thomsen (19. Jh.)

Thyra Danebod, auch Thorwi und Tyre (* um 880; † um 935) war durch Heirat mit dem Wikingerführer Gorm Königin von Dänemark (Jütland) und Stammmutter der bis 1378 herrschenden Jelling-Dynastie und darüber hinaus Vorfahrin der bis heute regierenden dänischen Könige. Der Beiname „Danebod“ ist eine Zusammenziehung von „Danmarkar bot“ auf dem kleinen Jellingstein. Über den auf mindestens zwei Runensteinen erwähnten Namen hinaus sind hauptsächlich Legenden über sie überliefert, wonach sie eine weise Herrscherin war.

## Runeninschriften

### Jelling

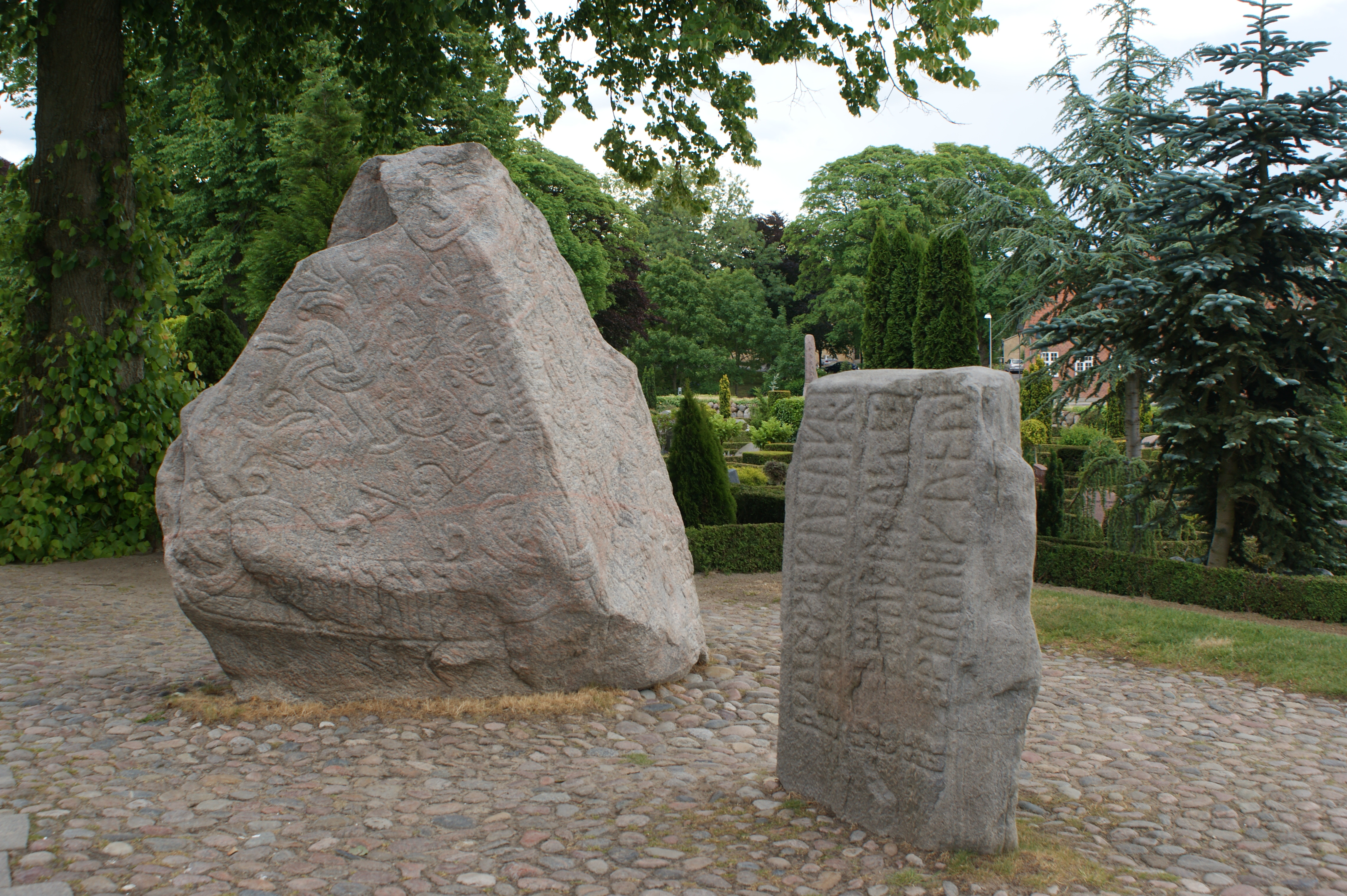
Haraldstein und Thyrastein in Jelling

In Jelling, nahe Vejle an der Ostküste Jütlands, finden sich die bedeutendsten archäologischen Zeugnisse des dänischen Frühmittelalters. Sie belegen nicht nur die enge Beziehung Gorms des Alten und Harald Blauzahns zu diesem Ort („die von Gorm begründete Dynastie wird daher auch Jellinge genannt“), sondern auch die Christianisierung Dänemarks ab etwa 960. Älteste Dokumente sind die Fragmente eines Steinmonumentes in Form einer um 940 angelegten Schiffssetzung und der sogenannte kleine oder ältere Jellingstein, den Gorm zum Gedenken an seine Gattin setzen ließ und dessen Runeninschrift lautet: GōrmR kunungR gærði kumbl þǿsi æft Þōrvī, kunu sīna, DanmarkaR bōt („König Gorm machte dies Denkmal nach Thorwi/Thyra, seiner Frau, Dänemarks Zierde (oder nach anderer Deutung: Stärke))“.

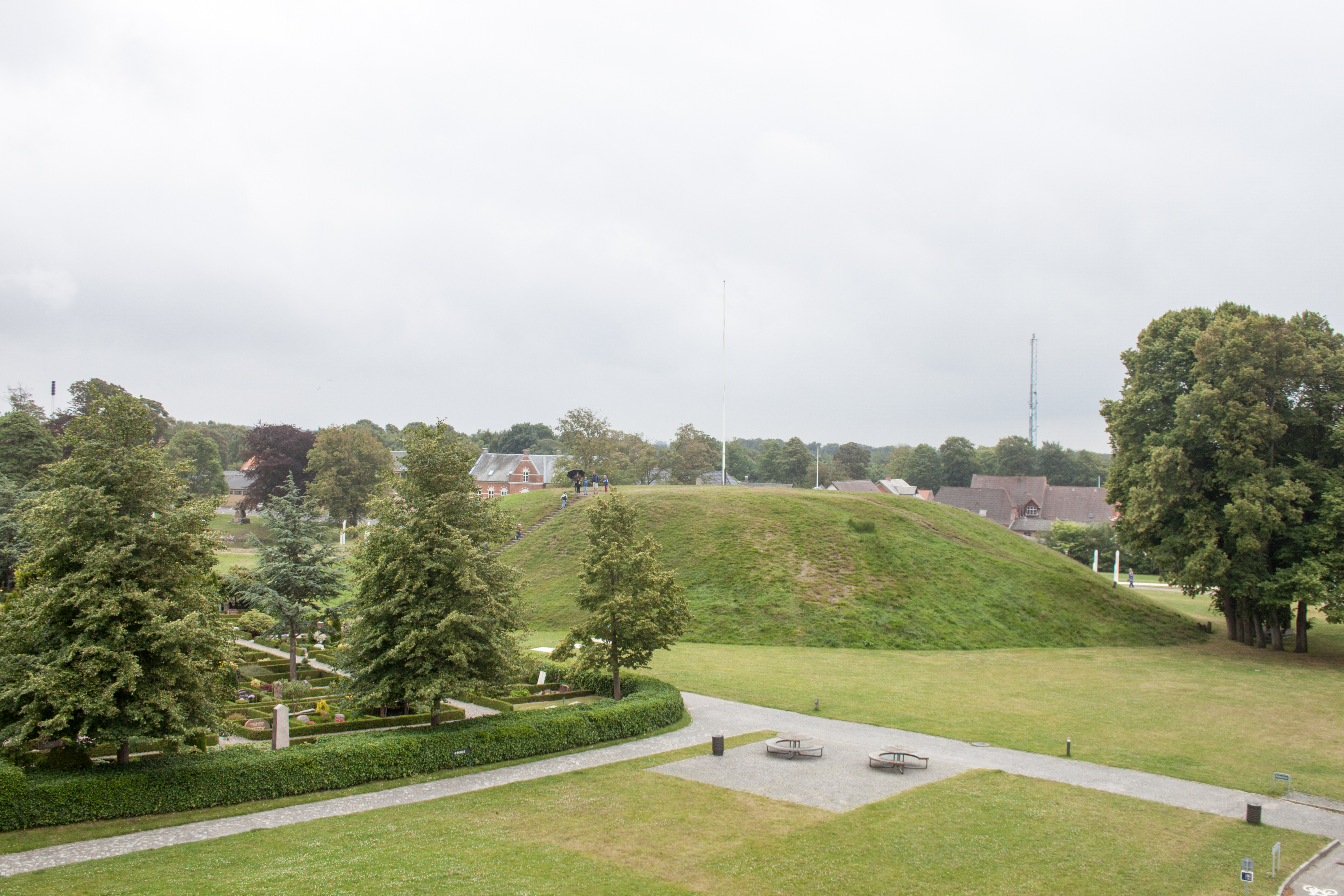
Der Südhügel in Jelling wurde möglicherweise zum Gedächtnis an Thyra aufgeschüttet

Von den beiden großen kegelstumpfförmigen Grabhügeln wird der nördliche, etwas niedrigere Hügel traditionell als Thyra høj bezeichnet. Er enthält eine aus Holz errichtete große Grabkammer, die nach dendrochronologischen Untersuchungen 958/959 errichtet wurde und wahrscheinlich zur Aufnahme von Gorms Gebeinen bestimmt war. Der als Gorm angesehene Bestattete wurde aber bereits nach wenigen Jahren in eine neuerrichtete Holzkirche südlich des Grabhügels umgebettet. Skelettteilen eines Mannes mittleren Alters fanden sich unter der anstelle der Holzkirche um 1100 erbaute Steinkirche. Überreste von Thyra fanden sich nicht. An der Südseite der Kirche ließ Harald Blauzahn nach seiner Taufe im Jahr 960 einen Gedenkstein für seinen Vater und seine Mutter setzen. Dieser sogenannte große Jellingstein, „Dänemarks steinerne Taufurkunde“, ist mit einem Christusbild geschmückt und trägt die Inschrift: „Harald errichtete dieses Denkmal für König Gorm, seinen Vater, und seine Mutter Thyra, jener Harald, der ganz Dänemark und Norwegen gewann und die Dänen zu Christen machte.“ Der südliche Hügel, ohne Grablege, dürfte in den 970er Jahren aufgeschüttet worden sein, möglicherweise zur Erinnerung an Thyra, die nicht in Jelling beigesetzt wurde.
Die gesamte Anlage von Jelling mit Grabhügeln, Kirche und Runensteine gehört zum Weltkulturerbe.

### Læborgstein und Bækkestein
Es wird die Vermutung vertreten, dass es sich um die gleiche Thyra handelt, die auf dem Runenstein von Læborg (DR 26) genannt wird: Rafnunga-Tofi hio runaR þæssi æft Þorwi, drotning sina („Tofi/Tove, von Rafn abstammend, machte diese Runen zur Erinnerung an Thorwi/Thyre, seine Herrin“). Tofi/Tove stellt sich als Runenschnitzer dar. Auf diesem Stein sind zu Beginn und Ende des Textes jeweils ein Thorshammer dargestellt, ein Zeichen, dass Tofi und Thyra dem alten Glauben an die germanischen Götter anhingen.

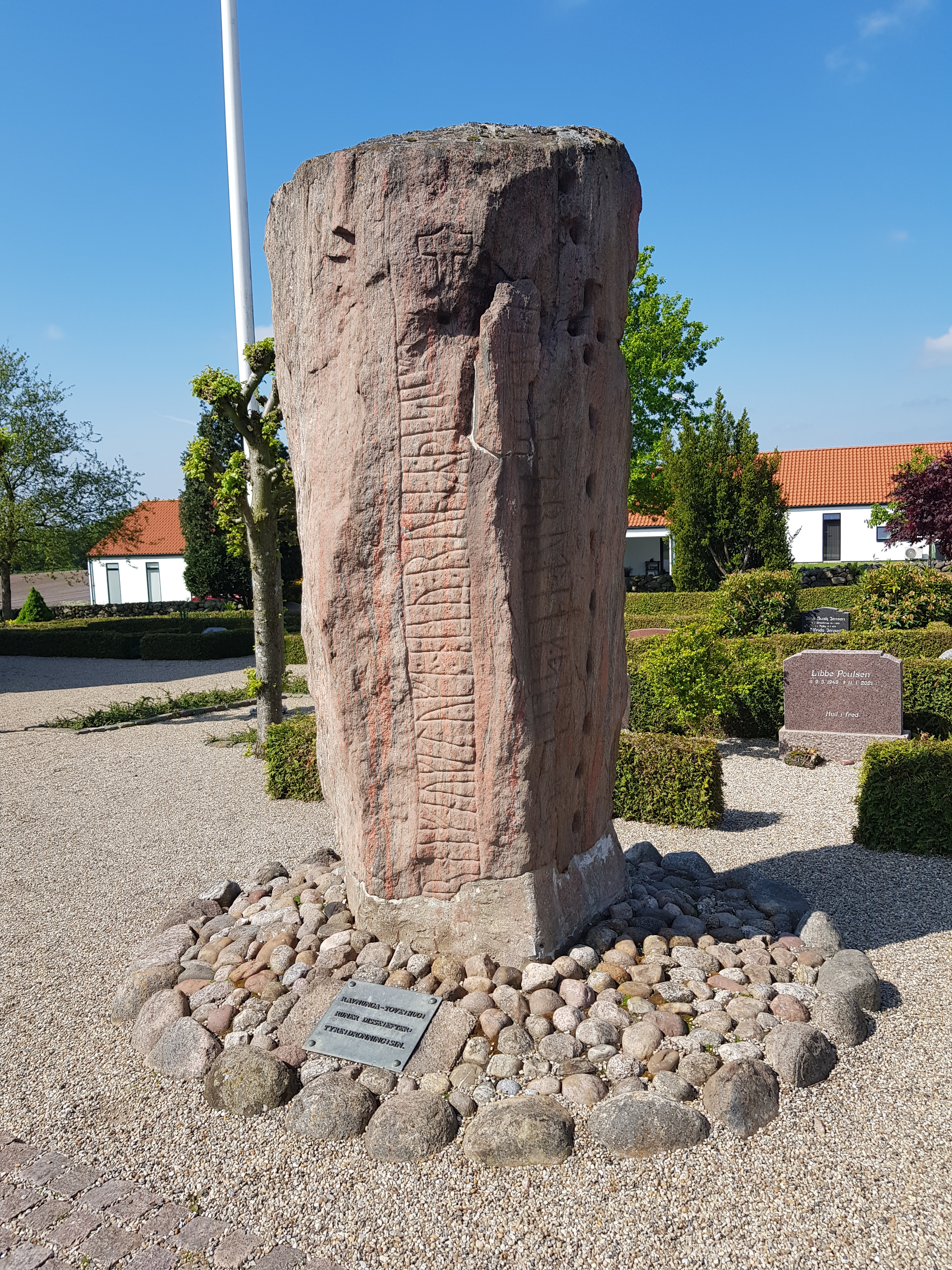
Der Runenstein von Læborg trägt zwei Thorshammer

Rafnunga-Tofi ist auch auf dem 6 km entfernt bei der Kirche von Bække gefundenen Runenstein Bækkestein 1 (DR 29), der sich ebenfalls in der Umgebung von Jelling befindet, erwähnt, wo es heißt, dass er den Hügel der Thyra errichtet habe: „Tofi, der Nachkomme Rafns, und Funden und Gnyple, diese Drei machten den Hügel für Thorwi/Thyre.“ Da Thorwi/Thyre nicht genauer identifiziert wird, geht man davon aus, dass sie eine bekannte Person war. Daraus schließt Sawyer, dass es sich um die Thyra auf dem Jellingstein handele und dass Rafnunga-Tofi den Südhügel in Jelling errichtet haben könnte. In Horne befindet sich ein dritter Runenstein von Rafnunga-Tofi (SJy 51) mit einer ähnlichen, unvollständig erhaltenen Inschrift: [Ra]fnunga-Tōfi gærði haug þ[annsi]/Þ[ōrvīaR(?)] („Rafnunga-Tofi machte [diesen/Thyras] Hügel“).
Während aufgrund der Aufschrift auf dem kleinen Jellingstein allgemein davon ausgegangen wird, dass Thyra vor Gorm starb, rekonstruiert Birgit Sawyer die Verhältnisse anders: Thyra überlebte, wie auch Saxo Grammaticus berichtete, Gorm und heiratete nach seinem Tod Tofi. Nach Thyras Tod errichtete Harald Blauzahn in Jelling einen Hügel zur Erinnerung an seine Mutter, um zu verschleiern, dass sie von einem anderen Geschlecht begraben worden war. Außerdem errichtete er im Namen seines Vaters den kleinen Jellingstein, um sein mütterliches Erbe geltend zu machen. Als Harald sich dem Christentum zuwandte, „bekehrte“ er auch das Jelling-Denkmal, indem er eine Kirche errichten ließ und den großen Jellingstein aufstellte. Darauf bezeichnete er seinen Vater Gorm als König, was er auf dem älteren Jellingstein noch nicht getan hatte. Damit demonstrierte er seinen Machtanspruch. Diese Demonstrationen führt Sawyer auf einen innerfamiliären Konflikt zurück, in welchem letztendlich Haralds Sohn Sven Gabelbart obsiegte. Diese These wird allerdings weitgehend abgelehnt, etwa von Marie Stoklund.
Die Identität der Thyra auf den Runensteinen DR 26 und DR 29 einerseits mit der Thyra auf den Jellingsteinen wird aber auch bestritten. Thyra sei ein damals häufiger Name gewesen.

### Danewerk

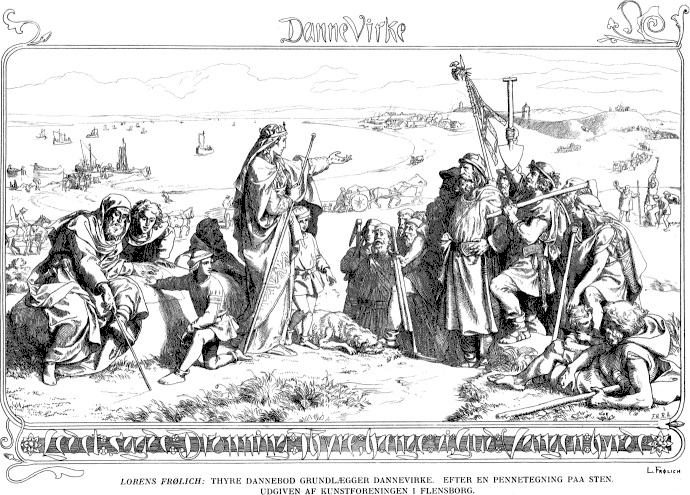
Lorenz Fröhlich: Thyra Danebod legt den Grundstein des Dannewerks (19. Jh.)